# Natália Kelly
Natália Kelly (* 18. prosince 1994 Hartford, Connecticut, USA) je rakouská zpěvačka brazilsko-amerického původu.
Po vítězství v soutěži Österreich rockt den Song Contest reprezentovala Rakousko na Eurovision Song Contest 2013 v Malmö, kde se jí s písní "Shine" nepodařilo postoupit do finále.

## Biografie

### Počátky
Narodila se v americkém Hartfordu ve státě Connecticut americkému otci s rakousko-irskými kořeny a brazilské matce. Ve věku šesti let se celá rodina přestěhovala do Rakouska.
Od útlého věku rozvíjela svůj hudební talent. Ve věku deseti let se zúčastnila badenské produkce dětské opery "Okolo světa za 80 dní". Tentýž rok (2004) obsadila druhé místo v televizní soutěži Kiddy Contest stanice ORF. Následující roky se pokoušela prosadit v řadě soutěží. Mezi lety 2005 a 2007 byla členkou dětské hudební formace Gimme 5 pod hudebním vydavatelstvím Universal Music.

### 2011: The Voice
V roce 2011 se zúčastnila rakouské odnože televizní pěvecké soutěže The Voice, díky čemuž obdržela nahrávací smlouvu od producenta Alexandra Kahra.
O rok později nazpívala spolu s Melody Angel, Judith Hill a Truth Hurts titulní singl k aktuálnímu ročníku tradičního vídeňského charitativního festivalu Life Ball, který se zaměřuje na osoby postižené virem HIV a nemocí AIDS. Písní "Blindfold" tak navázala mimo jiné na Erica Papilayu či Amandu Lepore, kteří v minulosti také nahráli singly k eventu.

### 2013: Eurovision Song Contest
15. února 2013 zvítězila v soutěži Österreich rockt den Song Contest, národním finále Rakouska do Eurovize 2013. Její píseň "Shine" obdržela nejvyšší počet bodů od diváků i odborné poroty a zazní 14. května v prvním semifinále mezinárodního kola soutěže v Malmö.

## Diskografie

### Alba
| Název         | Detaily alba                                                                                   |
| ------------- | ---------------------------------------------------------------------------------------------- |
| Natália Kelly | - Vydáno: 12. dubna 2013 - Vydavatel: Universal Music Rakousko - Formát: CD, digitální stažení |

### Singly
| Rok  | Singl   | Umístění | Album         |
| Rok  | Singl   | [ 5 ]    | Album         |
| ---- | ------- | -------- | ------------- |
| 2013 | "Shine" | 26       | Natália Kelly |